# Philippe Morac
Philippe François Georges René Morac war ein französischer Autorennfahrer. 

## Karriere als Rennfahrer
Philippe Morac startete in seiner Karriere einmal beim 24-Stunden-Rennen von Le Mans. 1926 war er Teampartner von Marcel Ballot im Werksteam von E.H.P. Der eingesetzte E.H.P. Type DS fiel nach 62 gefahrenen Runden wegen eines Motorschadens aus.

## Statistik

### Le-Mans-Ergebnisse
| Jahr | Team                          | Fahrzeug       | Teamkollege   | Platzierung | Ausfallgrund |
| ---- | ----------------------------- | -------------- | ------------- | ----------- | ------------ |
| 1926 | Etablissements Henri Precioux | E.H.P. Type DS | Marcel Ballot | Ausfall     | Motorschaden |